# Turismo en Palestina

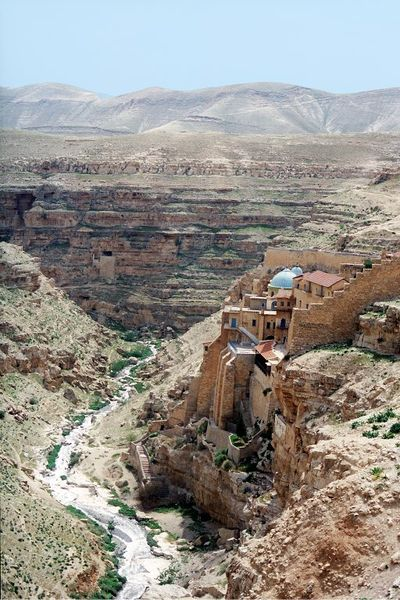
Monasterio ortodoxo de Mar Saba, a las afueras de Belén

El turismo en Palestina engloba el turismo en Jerusalén Este, Cisjordania y la Franja de Gaza. En 2016, más de dos millones de turistas visitaron Cisjordania durante el primer semestre del año, de los cuales 952.000 eran turistas extranjeros y 1.120.000 correspondieron al turismo nacional. La situación del turismo en Palestina mejoró notablemente en 2017, y un informe de la Organización Mundial del Turismo de la ONU coloca a Palestina como el país donde más creció el turismo a nivel mundial durante el primer semestre de 2017. Las cifras de 2018 siguieron creciendo y superaron los 2,8 millones de visitantes, centrándose en ciudades como Hebrón, Belén, Jericó y Ramala. En la actualidad hay unos 250 hoteles en Palestina con unas 10.100 habitaciones disponibles, así como gran cantidad de hostales y pensiones. Las principales guías de viaje afirman que "Cisjordania no es el lugar más accesible al que viajar pero el esfuerzo se ve ampliamente recompensado."

## Historia
La industria turística de Cisjordania se vino abajo tras la Guerra de los Seis Días de 1967 y la consiguiente ocupación israelí del territorio, aunque comenzó a recuperarse en los años noventa, especialmente a raíz de los Acuerdos de Oslo. La Segunda Intifada (2000-2006), supuso un declive del 90% en la industria del turismo, aunque desde entonces se ha ido recuperando parcialmente y en 4,6 millones de personas visitaron Palestina en 2010, 2,2 millones de ellos desde el extranjero.
El turismo entre Egipto y la Franja de Gaza estuvo relativamente activo antes de la guerra de 1967, y la ciudad de Gaza era un importante destino turístico que incluía hoteles con casinos. Sin embargo, pocos turistas han visitado la ciudad después de la guerra. Una recesión económica en Israel a mediados de los ochenta volvió a reducir el turismo en Gaza hasta dejarlo prácticamente a cero.
Antes de la Segunda Intifada, los turistas podían acceder a Gaza bien tomando un taxi a través del paso de Erez o bien a través de un vuelo hacia el Aeropuerto Internacional de Gaza. Sin embargo, Israel bombardeó el aeropuerto en 2001 y destruyó los accesos en 2002, momento desde el que dejó de estar en funcionamiento. Existe una pequeña pista cerca del campamento de refugiados de Jan Yunis, pero a día de hoy no es accesible debido al bloqueo israelí. Entre las atracciones turísticas de la ciudad de Gaza destacaban el bazar de la Plaza Palestina y la zona de playa, que tenía hoteles, restaurantes y una lonja. Tanto árabe-israelíes como judíos visitaban las playas de Gaza y sus populares clubs.
En 2010, 4,6 millones de personas visitaron el territorio del Estado de Palestina, lo que supuso un importante crecimiento con respecto a los 2,6 millones de visitantes en 2009. De la cifra de 2010, 2,2 millones eran turistas extranjeros mientras que 2,7 millones eran visitantes locales. Sin embargo, el número de visitas internacionales es engañoso, dado que la mayoría de ellas pasaron solamente unas horas o estuvieron en Palestina como parte de una excursión de un solo día. Aunque en el pasado el grueso de los turistas se podían encuadrar dentro del sector del turismo religioso (el porcentaje llegó a ser del 96%), las tendencias han cambiado en los últimos años con nuevos sectores como el turismo cultural (con el Hotel Walled Off como el más moderno referente), el turismo histórico o el turismo rural y de senderismo.

## Situación actual

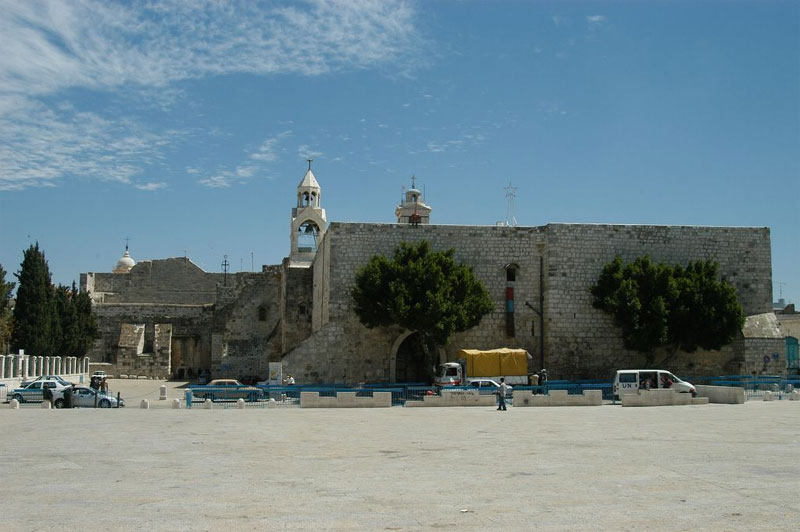
Basílica de la Natividad, en Belén

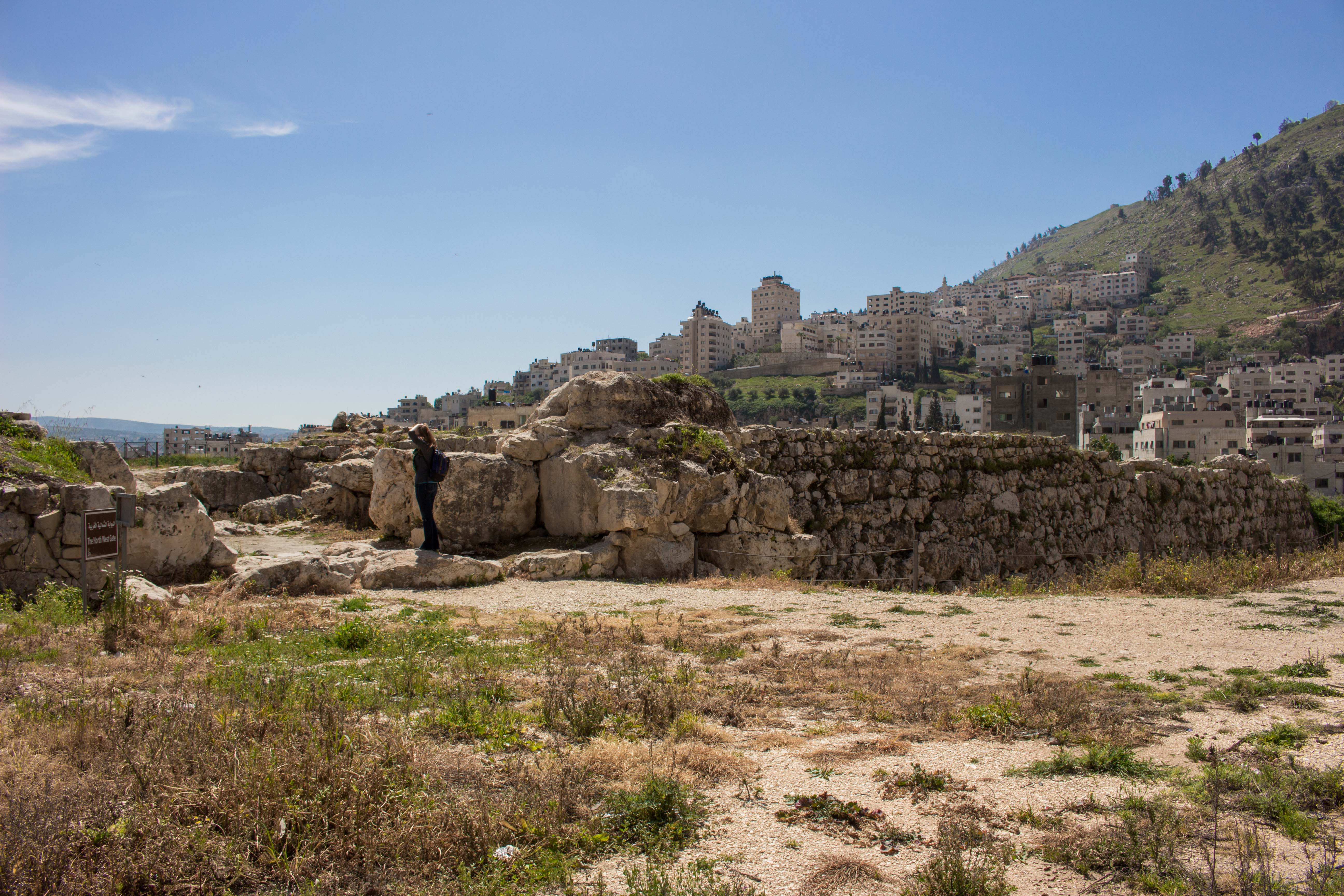
Entrada al yacimiento de Tell Balata, con 5.500 años de antigüedad, en los suburbios de Nablus.

El turismo en Palestina está creciendo actualmente a un ritmo acelerado. En 2018, una cifra récord de 2,8 millones de visitantes viajaron a Palestina, con un crecimiento especialmente agudizado en ciudades como Hebrón, Ramala, Jericó o Belén.
Según un informe de la Organización Mundial del Turismo sobre el primer semestre de 2017, Palestina fue el país donde más creció el número de turistas internacionales a nivel mundial, con un crecimiento del 57,8% con respecto al mismo periodo del año anterior. El periódico inglés The Telegraph atribuye parte de dicho incremento a la inauguración en Belén del Hotel Walled Off, del famoso grafitero Banksy, no tanto por el turismo que haya atraído directamente sino por haber aumentado el conocimiento y la curiosidad por Palestina en occidente. El diario israelí Haaretz añade como explicación la búsqueda de nuevos destinos turísticos poco convencionales.
El 27 de septiembre de 2016, la Oficina Central de Estadísticas de Palestina y el Ministerio de Turismo y Antigüedades de Palestina publicaron las cifras del primer semestre de dicho año concernientes al turismo en Cisjordania. Según dicho informe, 2,07 millones de turistas visitaron las atracciones turísticas o recreativas de Cisjordania durante el primer semestre del año. Dicha cifra se puede dividir entre unos 952.000 turistas extranjeros y 1.120.000 turistas locales, lo que supone un descenso del 5% y del 32% respectivamente comparado con el primer semestre de 2015. Los principales destinos turísticos de los visitantes extranjeros fueron la Gobernación de Jericó (32% del total) y la de Belén (29%), seguidas por las de Yenín (16%) y Nablus (14%).

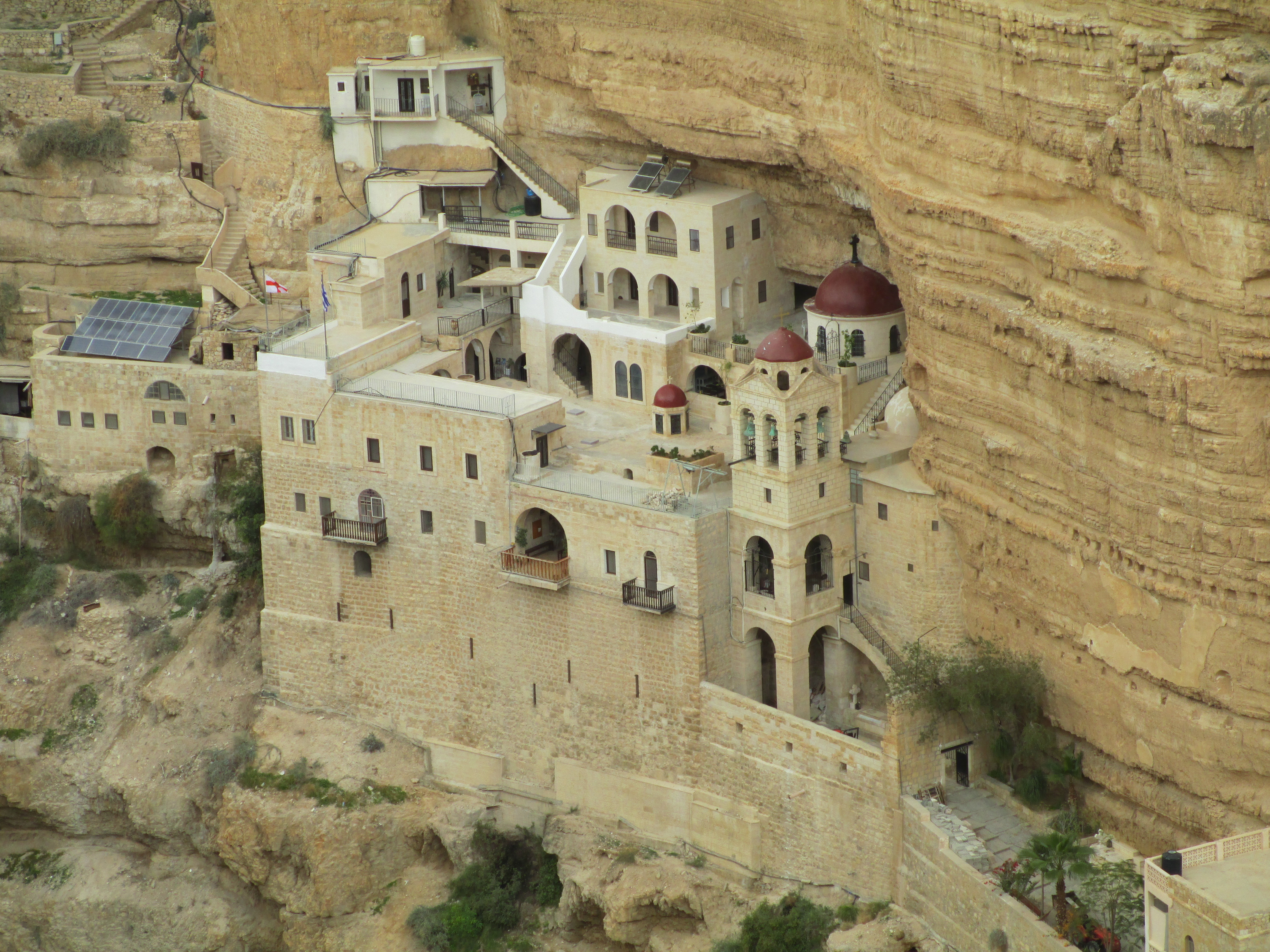
Monasterio de San Jorge de Coziba, en la Cisjordania central

En cuanto al origen de los turistas extranjeros, más de la mitad de ellos provenían de Israel (54%, unas 514.000 visitas), seguido de los Estados Unidos (7%, unas 66.000 visitas), Rusia (6%, 57.000 visitas), India (3%, 24.000 visitas), Polonia y Rumanía (2%, unas 23.000 visitas de cada uno). El resto de orígenes sumaban un total de 245.000 visitas y suponían un 26% del total.

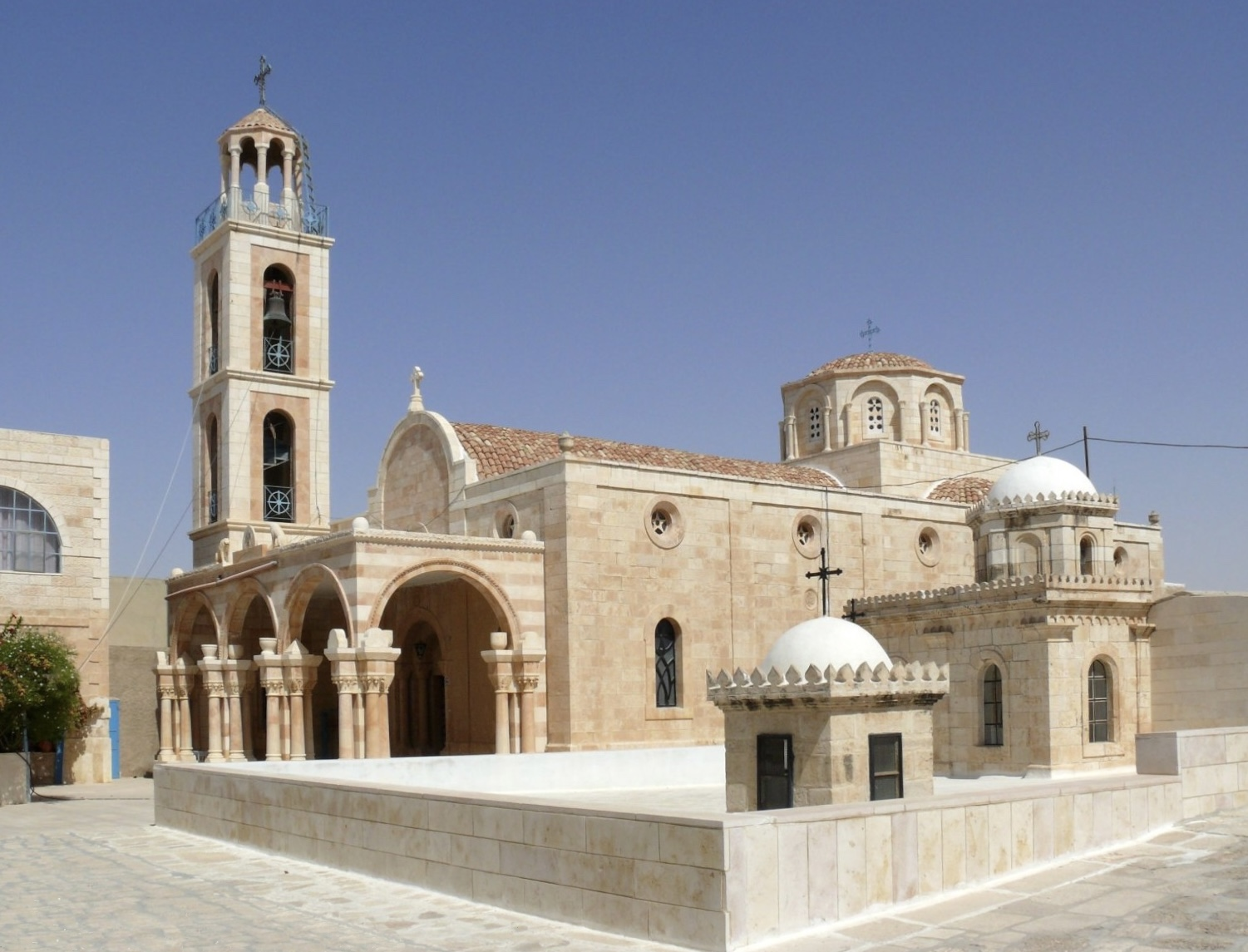
Monasterio de San Teodosio, al este de Belén

Con respecto a las pernoctaciones en hoteles de Cisjordania, unos 194.000 huéspedes se alojaron un total de 605.000 noches en hoteles cisjordanos, lo que supuso un descenso del 20% con respecto a las cifras del mismo semestre del año 2015. La mayoría de los huéspedes provenían de la Unión Europea (56.557), de países asiáticos (37.211) y de Israel y la propia Palestina (26.382 y 21.991, respectivamente).

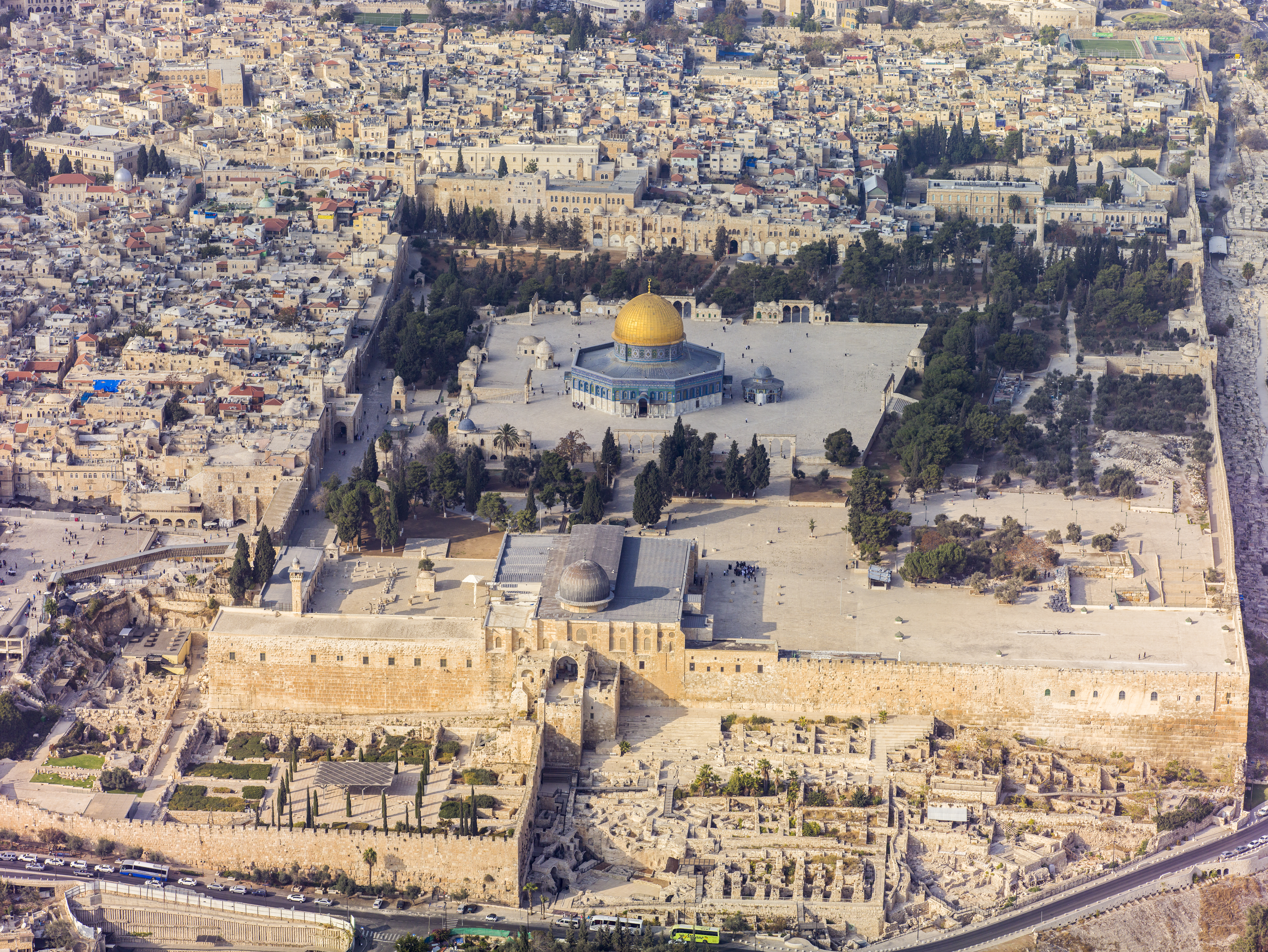
Mezquita de Al-Aqsa, en Jerusalén Este

La actividad económica relacionada con el turismo supuso en 2014 unos ingresos de 603,2 millones de dólares, la mayor parte de ella proveniente de restaurantes y hoteles (un 38% y un 22% del total, respectivamente).
La industria del turismo en Palestina daba trabajo en 2015 a un total de 21.707 personas, más de la mitad de las cuales estaban empleadas en restaurantes (11.726), mientras que otras 2.387 se dedicaban a la venta de refrescos, 2.263 trabajaban en hoteles y otros negocios de alojamiento, y 1.462 lo hacían en empresas relacionadas con el ocio y las actividades recreativas.
A día de hoy, aproximadamente dos tercios de las visitas turísticas a Palestina son realizadas por creyentes cristianos, en su mayoría provenientes de Norteamérica y Europa. Estos peregrinos del siglo XXI suelen visitar importantes lugares de interés religioso y turístico relacionados con la historia bíblica. Muchas de estas visitas religiosas tradicionales están empezando a incluir reuniones con cristianos palestinos para conseguir una interacción personal entre visitantes y habitantes locales. Muchos de los turistas en la zona afirman que los supuestos problemas de seguridad están sobrevalorados. El Departamento de Estado de los Estados Unidos apunta que "más de tres millones de ciudadanos extranjeros, incluyendo cientos de miles de ciudadanos estadounidenses, visitan anualmente y de una manera segura Israel y Cisjordania para estudiar y hacer turismo o negocios." Hay numerosas actividades de excursionismo en Cisjordania, y recientemente apareció un programa de televisión de un famoso chef en que se narraba su visita a Israel, Cisjordania y Gaza.
Un número creciente de turistas visita los lugares sagrados clásicos pero alargan posteriormente sus viajes para aprender sobre la cultura palestina, la historia bíblica y determinados asuntos sociales. Una serie de organizaciones pacifistas locales e internacionales ofrecen a los visitantes los puntos de vista de los palestinos, tanto cristianos como musulmanes, y de los judíos que viven en los asentamientos israelíes. Entre los grupos que ofertan este tipo de experiencia destacan el Presbyterian Peacemaking Program y el Friends of Sabeel North America. Otras de las experiencias ofertadas son colaborar con los agricultores locales en la cosecha de la oliva o trabajar como observadores neutrales para controlar y registrar cualquier tipo de acontecimientos relevantes dentro de un intento de mantener la paz entre los colonos israelíes y los habitantes palestinos locales. Una guía afirma que "participar como voluntario en Palestina puede ser una experiencia sumamente enriquecedora y se dispone de oportunidades para trabajar en diversos campos, como salud, cultura, comercio justo, agricultura, juventud y mujeres".
La Autoridad Nacional Palestina y el Ministerio de Turismo israelí han intentado trabajar juntos el sector turismo de los territorios ocupados a través de un Comité Conjunto. Recientemente, sin embargo, la cooperación necesaria para proporcionar un acceso común para turistas extranjeros a ambos países no ha tenido éxito por diversas razones. Israel controla el movimiento de turistas en Cisjordania. Ni las empresas de transporte ni los guías turísticos palestinos pueden entrar en Israel desde el año 2000, y en 2009 el ministerio de turismo de Israel eliminó por completo de sus materiales toda referencia a Cisjordania y a cualquier otra zona palestina. El exministro de Turismo de la Autoridad Nacional Palestino, Kholoud Diibes, ha comentado al respecto que "Israel recauda el 90% de los ingresos relacionados con los peregrinos (turismo religioso)". El turismo extranjero a Palestina se limita a Jerusalén Este y Cisjordania desde que en agosto de 2013 se cerró de manera indefinida el paso de Rafah entre Egipto y la Franja de Gaza. En la práctica, desde 2005 no existe apenas flujo de turistas hacia la Franja de Gaza debido al bloqueo militar israelí por tierra, mar y aire.

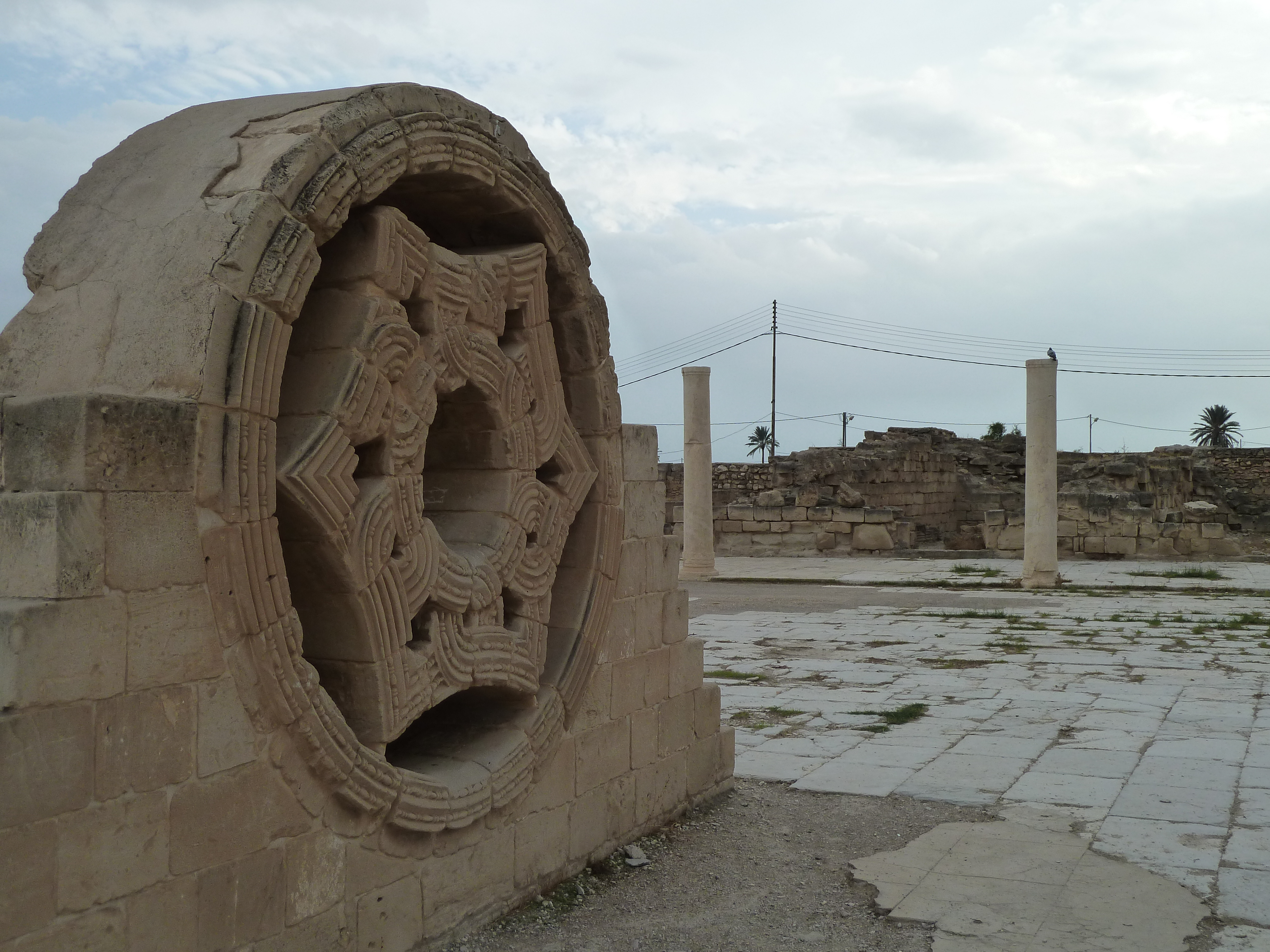
Ruinas del Palacio de Hisham, al norte de Jericó

En 2013, la ministra palestina de turismo Rula Ma'ay'a afirmó que su gobierno aspira a incrementar las visitas internacionales a Palestina, pero que la ocupación israelí es el principal factor que impide que el sector turismo se convierta en una importante fuente de ingresos para los palestinos. Más de un millón de turistas visitaron la Basílica de la Natividad en Belén en 2013, pero dado que Israel controla todos los accesos a Cisjordania, llegaron ya con guías o compañías de viajes israelíes, privando a las empresas palestinas de la posibilidad de ofrecer estos servicios. El turismo en Palestina se concentra en lugares de especial interés histórico y religioso, sobre todo en Jerusalén Este, Belén y Jericó. De hecho, la economía de Jericó está especialmente ligada al turismo. En 2007 hubo más de 300.000 huéspedes en hoteles palestinos, la mitad de ellos en Jerusalén Este. Una serie de ONGs, entre las que destaca el Alternative Tourism Group, tratan de promover el turismo en Cisjordania.

## Acceso
No hay requisitos adicionales para los visados de turistas en Palestina más allá de los impuestos por la política de visados de Israel. Si bien el acceso a la Palestina ocupada requiere solamente un pasaporte internacional en vigor, la entrada a Jerusalén, Cisjordania y la Franja de Gaza se encuentra completamente controlada por el Gobierno de Israel. Los ciudadanos estadounidenses sospechosos de ser musulmanes, árabes o de "participar en actividades de protesta política o de apoyar a ONGs críticas con las políticas israelíes" son a menudo sometidas a extensos interrogatorios por parte de los oficiales de inmigración israelíes. Este tipo de turistas están sujetos a retrasos, interrogatorios o incluso denegación de acceso a abogados, agentes consulares y a la propia familia, así como denegación de entrada en el país.

## Instalaciones

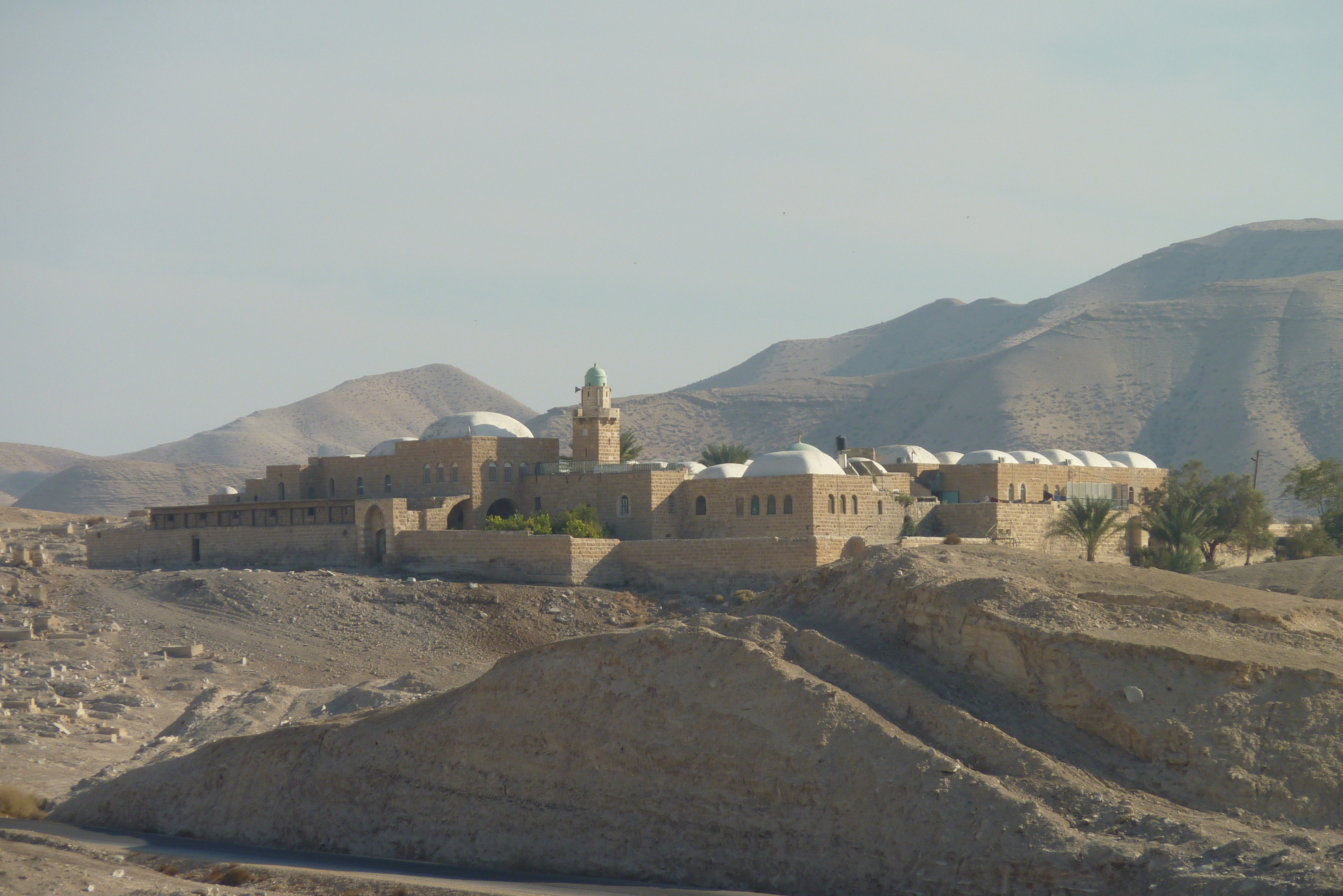
Santuario de Nabi Musa ("el profeta Moisés"), al sur de Jericó

A fecha de junio de 2016, había 113 hoteles en Cisjordania con una capacidad de 6.710 habitaciones y 14.798 camas. En 2014 había 7064 establecimientos en Palestina dedicados al turismo, cifra que incluye 2.634 restaurantes, 1.129 tiendas de regalos y souvenires, 1.667 tiendas de refrescos y bebidas, 224 tiendas de antigüedades y artesanía de madera, 237 servicios de alquiler de coches, 108 agencias de viajes especializadas en el hach, 116 hoteles y hostales, y 58 agencias de turismo.

## Patrimonio de la Humanidad
Palestina cuenta con tres sitios inscritos oficialmente en la lista de Patrimonio de la Humanidad de la UNESCO y uno adicional asociado. Estos son:
- Lugar de nacimiento de Jesús: Iglesia de la Natividad y Ruta de Peregrinaje, Belén (inscrito en 2012, también en la Lista del Patrimonio de la Humanidad en peligro).[33]
- Paisaje cultural de Battir (Tierra de olivares y viñas, sur de Jerusalén), inscrito en 2014, también en la lista en peligro.[34]
- Ciudad Vieja de Hebrón/Al-Khalil (inscrita en 2017, en la lista en peligro).[35]
- Ciudad Vieja de Jerusalén y sus murallas, inscrita en 1981 por Jordania, considerada patrimonio mundial pero no catalogada oficialmente como palestina.[36]

## Lugares de interés

### Jerusalén

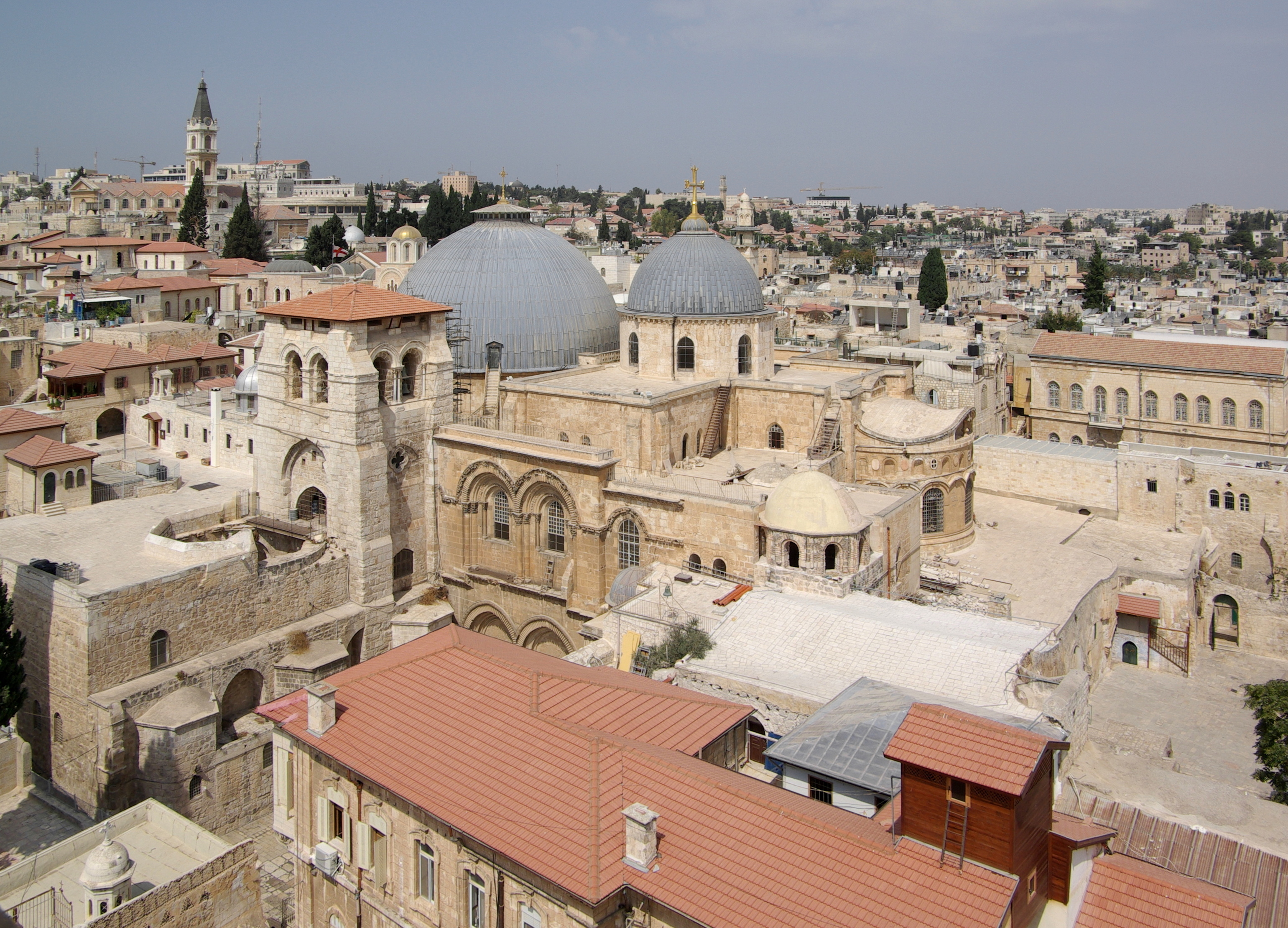
Iglesia del Santo Sepulcro, en la Ciudad Vieja de Jerusalén

Jerusalén está considerada como una ciudad santa por las tres grandes religiones monoteístasː cristianismo, islam y judaísmo. En Jerusalén Este se encuentra la Ciudad Vieja, catalogada Patrimonio de la Humanidad por la Unesco, con numerosos lugares de excepcional importancia tanto desde un punto de vista religioso como histórico y artísticoː
- La Iglesia del Santo Sepulcro, levantada en el punto exacto donde, según los Evangelios, se produjo la Crucifixión, enterramiento y Resurrección de Jesucristo. Ha sido un importante centro de peregrinaje cristiano desde el siglo IV.
- La Cúpula de la Roca y la Mezquita de Al-Aqsa, ubicadas en lo que los musulmanes conocen como Explanada de las Mezquitas, son dos de los lugares sagrados más importantes del islam. La Cúpula de la Roca, construida entre los años 687 y 691, se erige en el lugar desde donde los musulmanes creen que Mahoma ascendió a los cielos junto con el arcángel Jibril (Gabriel). La Mezquita de al-Aqsa, finalizada en el año 710, es el tercer lugar más importante para los musulmanes tras la Masjid al-Haram en La Meca y la Masjid an-Nabawī en Medina.

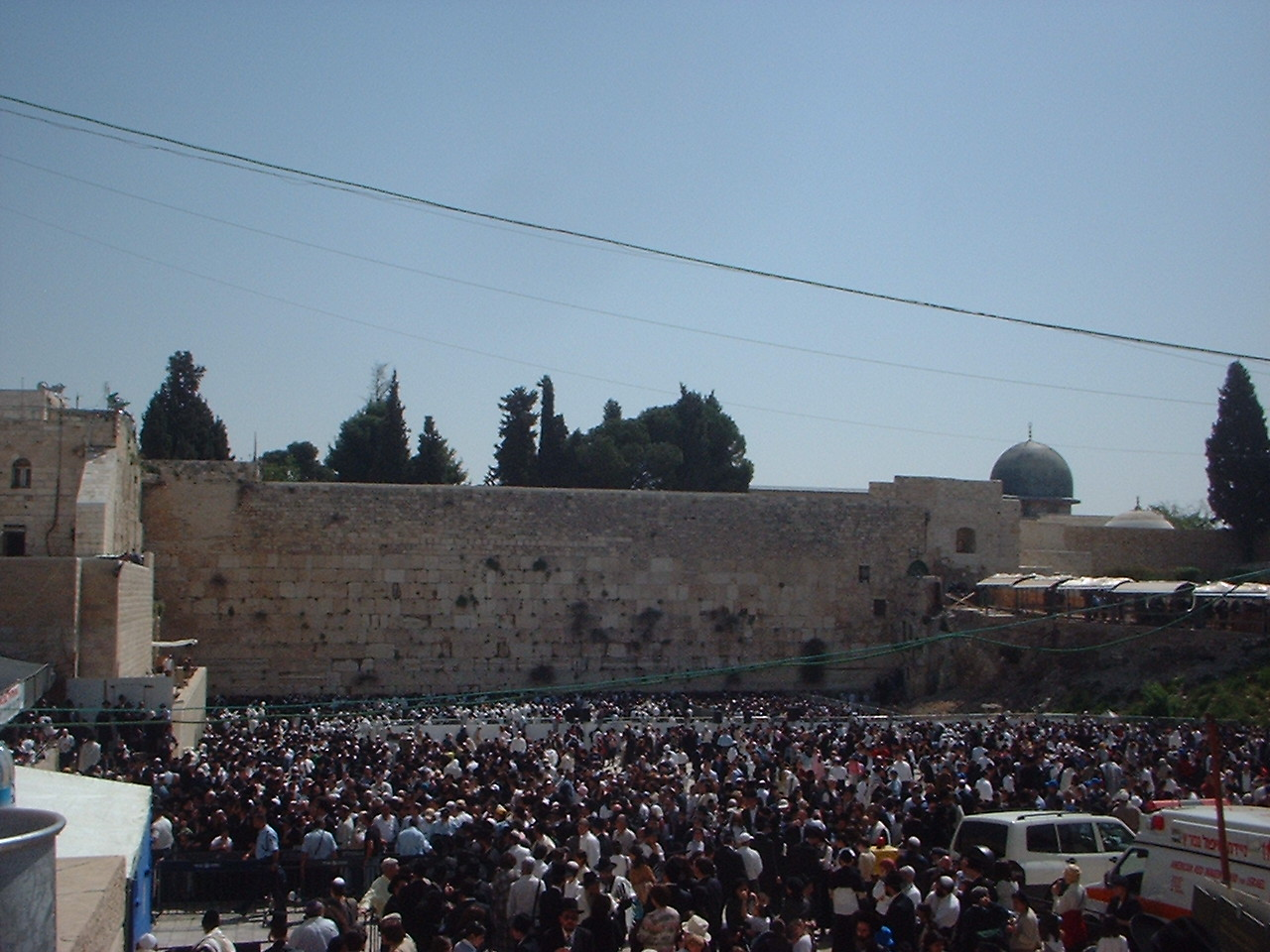
Muro de las Lamentaciones, en la Ciudad Vieja de Jerusalén

- Muro de las Lamentaciones, en la Ciudad Vieja de JerusalénEl Muro de las Lamentaciones, ubicado en el Monte del Templo, es el lugar más sagrado para el judaísmo, dado que fue allí donde Salomón construyó el Primer Templo de Jerusalén y donde Herodes I el Grande lo reconstruyó como el Segundo Templo o Templo de Herodes, del que el Muro de las Lamentaciones formaba parte como muro exterior del recinto.
- La Torre de David, ciudadela erigida en torno al siglo II a. C. como parte de las fortificaciones de la ciudad.
- La Catedral de Santiago, ubicada en el barrio armenio de la ciudad vieja y dedicada a Santiago el menor y Santiago el mayor, de quienes guarda reliquias en su interior.
- La mezquita de Omar, ubicada en el lugar donde, según la tradición musulmana, el segundo califa ortodoxo Umar ibn al-Jattab rezó tras haber visitado el Santo Sepulcro.
- Las cuatro sinagogas sefardíes, un complejo de sinagogas construidas en diversos periodos históricos para dar servicio religioso a la comunidad judía sefardí de la ciudad.
- La Vía Dolorosa, que atraviesa el barrio musulmán, se asocia tradicionalmente con el camino que realizó Jesucristo cargado con la cruz camino de su crucifixión. De hecho, en esta calle se encuentran nueve de las quince estaciones del vía crucis, mientras que las seis restantes están dentro de la Iglesia del Santo Sepulcro.
- La Iglesia de Santa Ana, que según la tradición cristiana se ubica en el lugar donde se encontraba la casa de Santa Ana y San Joaquín, administrada a día de hoy por el gobierno francés.
- La propia Ciudad Vieja, en la que los turistas pasan horas recorriendo sus calles y tiendas, así como las históricas puertas que dan acceso al casco históricoː Puerta de Damasco, Puerta de los Leones, Puerta de Jaffa, Puerta de Herodes, Puerta del estiércol, Puerta de Sion y |Puerta Nueva.
- A apenas 4 kilómetros de Jerusalén se encuentra Al Azariyeh, también conocida por su nombre bíblico de Betania. En ella se puede visitar la Tumba de Lázaro, lugar donde las tradiciones cristiana y musulmana ubican el milagro de la resurrección de Lázaro de Betania, llevado a cabo por Jesús.

### Belén

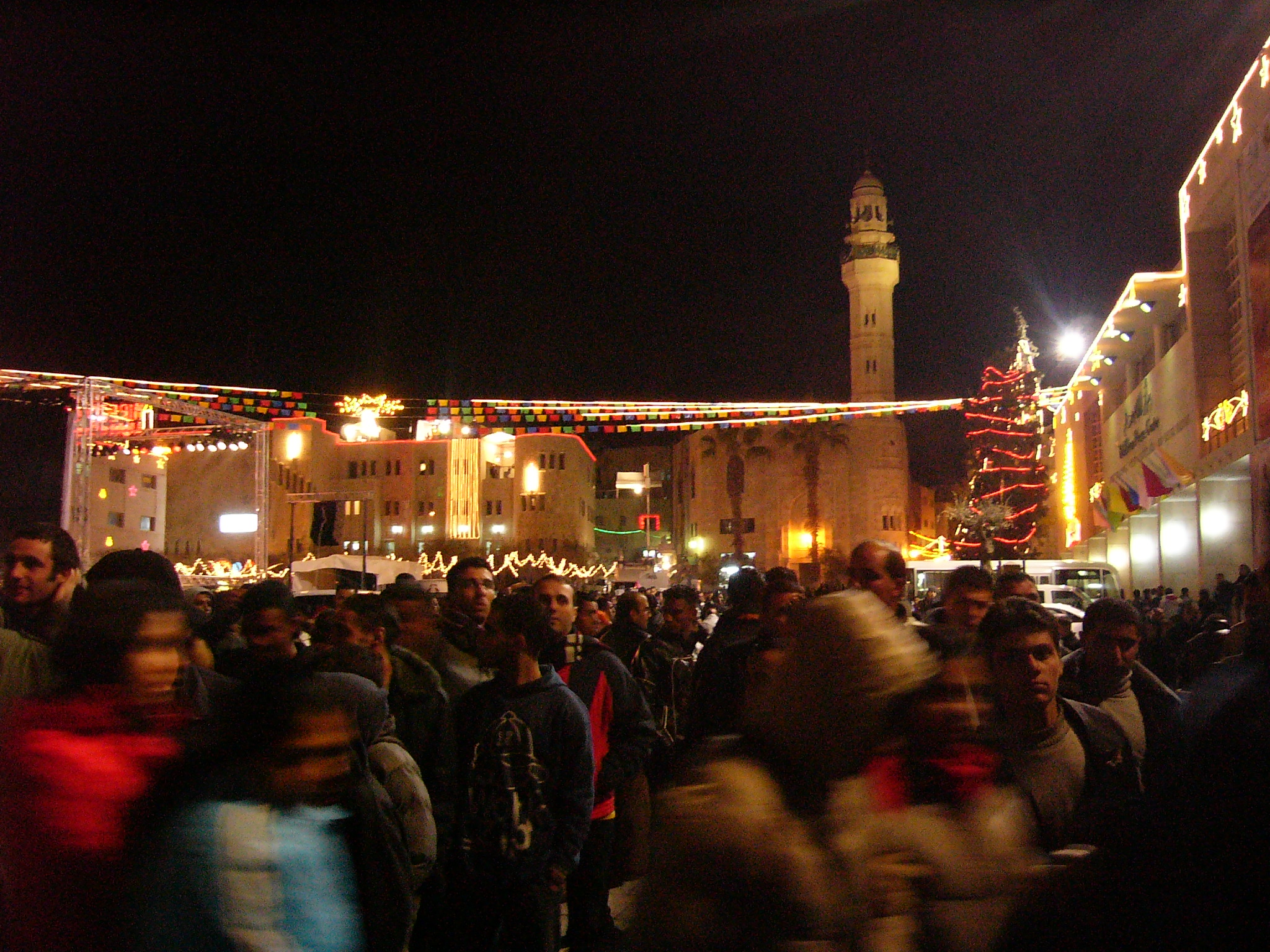
Nochebuena de 2006 en la Plaza del Pesebre de Belén.

Belén es el lugar de nacimiento de Jesucristo según los Evangelios del Nuevo Testamento, así como segundo destino turístico de Palestina, solo por detrás de Jerusalén. Aunque la población cristiana de la ciudad llegó a ser el 85% del total en 1947, su número ha disminuido hasta aproximadamente el 40% en 2005, si bien su alcaldesa sigue siendo cristiana. Belén también es importante desde un punto de vista religioso para los judíos, ya que su rey David nació en Belén y Raquel está enterrada allí. El turismo es el principal sector económico de la ciudad y hay más de 30 hoteles. Una guía de viajes señala que "para sacar el máximo a tu visita es mejor pernoctar; tanto el alojamiento como la comida son más baratos aquí de lo que encontrarás en Jerusalén". En los primeros ocho meses de 2012, aproximadamente 700.000 turistas extranjeros visitaron la ciudad. Belén fue nombrada Patrimonio de la Humanidad por la UNESCO en julio de 2012. La popularidad internacional de Belén es tal que cincuenta y cuatro ciudades de veinte siete países distintos están hermanadas con ella.
- Basílica de la Natividad. Una iglesia construida sobre la cueva que tradicionalmente se ha asociado con el lugar de nacimiento de Jesús de Nazaret. Se cree que es la iglesia cristiana más antigua del mundo de las que todavía se usan a diario y es una popular atracción turística sagrada tanto para cristianos como para musulmanes. Unos 60.000 peregrinos cristianos visitaron la Basílica de la Natividad durante la Navidad de 2007.[39] A partir de febrero de 2018 se podrán reservar las entradas a la basílica a través de internet para intentar evitar las acumulaciones de visitantes a las puertas de la misma.[5]

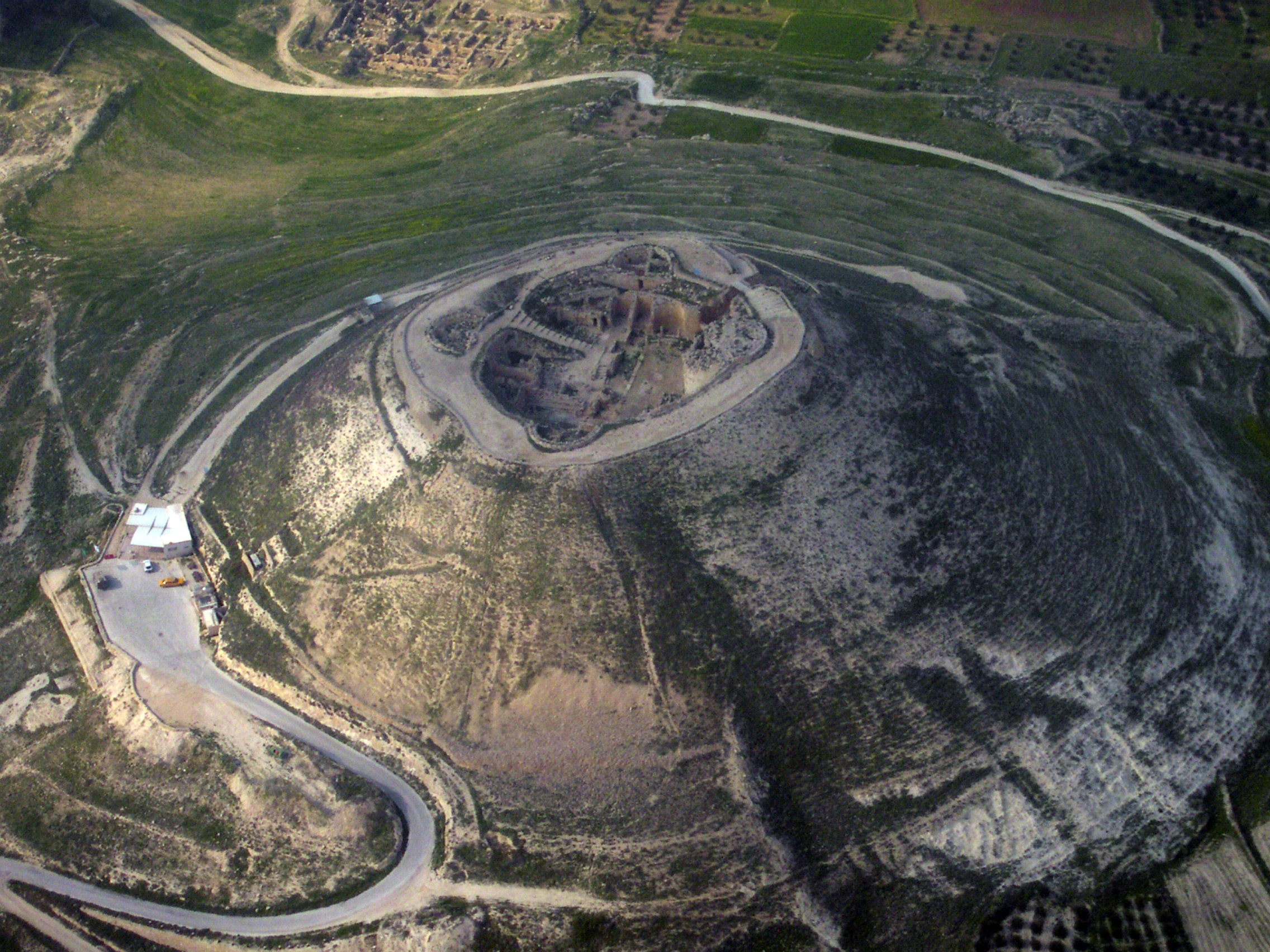
Herodión, palacio de Herodes I el Grande al sureste de Belén

- Monasterio de Mar Saba. Monasterio o laura cristiano ortodoxo del siglo V enclavado en un acantilado a las afueras de Belén.
- El Campo del Pastor. La tradición marca que el campo a las afueras de Beit Sahour fue el lugar donde unos ángeles anunciaron el nacimiento de Jesús a un grupo de pastores.
- Plaza del Pesebre. Una plaza en el centro de Belén que toma su nombre del pesebre donde Jesús nació.
- Piscinas de Salomón. Un lugar importante en la zona de al-Khadr que toma su nombre del rey Salomón.[40]
- Monasterio Salesiano de Cremiso. Una bodega y un convento cristiano aún en activo en el suburbio de Beit Jala.[41]
- Monasterio de San Teodosio. Primer monasterio o laura de los monjes cristianos en Siria Palestina, la tradición marca que fue allí donde los Reyes Magos descansaron durante su viaje de vuelta tras haber asistido al nacimiento de Jesús.
- Herodión. Yacimiento arqueológico de uno de los palacios-fortaleza del rey Herodes I el Grande, en el cual fue enterrado. Data de los años 23-20 a. C. y actualmente se encuentra administrado por las autoridades israelíes.
- Hotel Walled Off. El artista callejero británico Banksy abrió en marzo de 2017 un hotel en Belén con vistas al muro de separación israelí. Con el eslogan de "el hotel con las peores vistas del mundo", todas sus habitaciones y espacios interiores están decorados por Banksy y sirve también de galería de arte para jóvenes artistas palestinos.[42]
- Terrazas de Battir. La localidad de Battir se encuentra a 5 kilómetros de Belén y posee un sistema único de regadío por terrazas que se ha mantenido casi intacto desde hace más de dos mil años. Es por esto que las terrazas de Battir y el paisaje circundante han obtenido la catalogación de Patrimonio de la Humanidad de la Unesco.

### Jericó

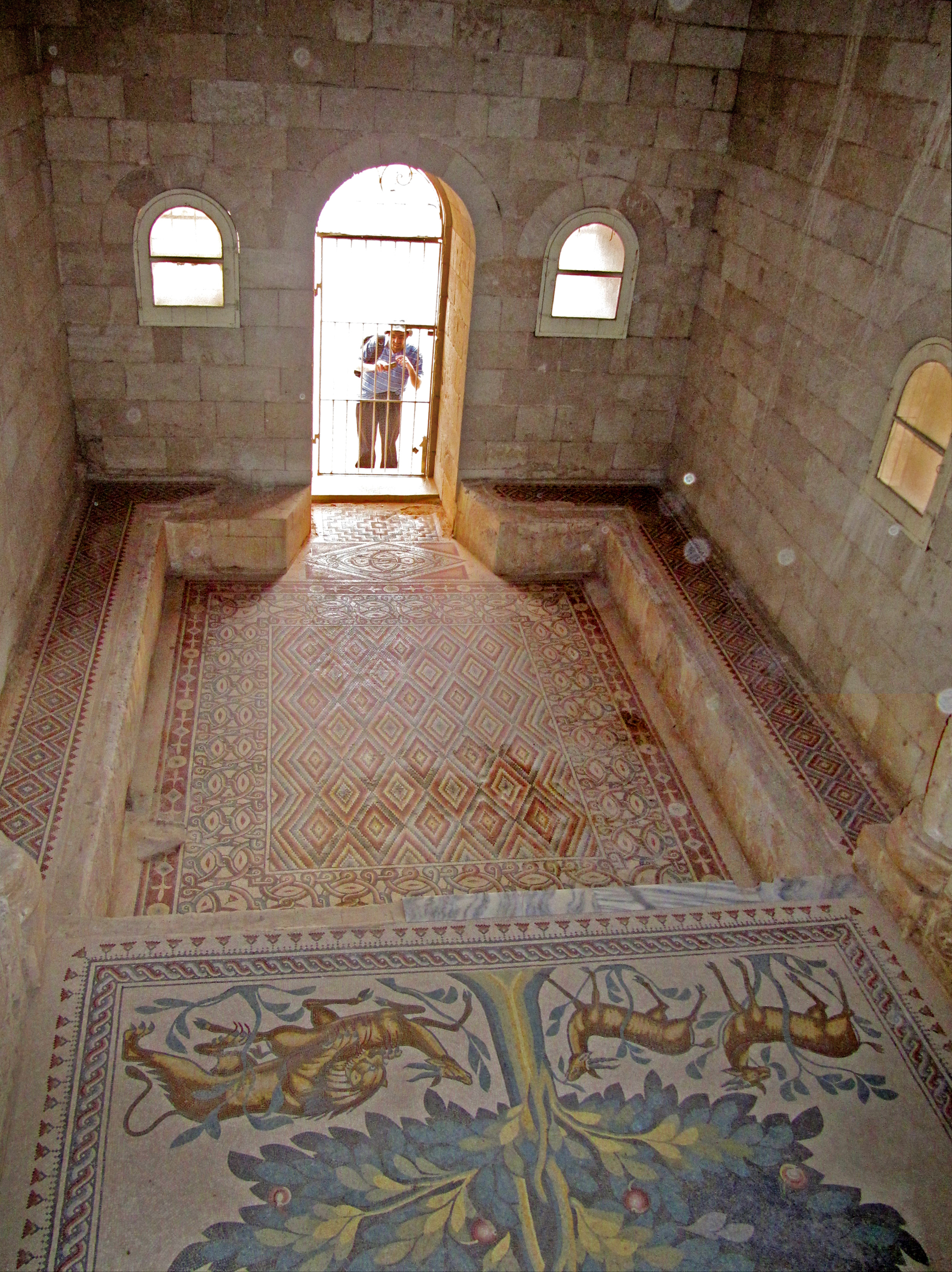
Mosaico del "árbol de la vida", en el Palacio de Hisham, cerca de Jericó

Jericó está considerada una de las ciudades más antiguas del mundo. Con su proximidad al Mar Muerto, Jericó es el destino más popular entre los turistas palestinos. El turismo creció un 42,3% en los primeros tres trimestres de 2008, gracias a una cierta relajación de los controles israelíes en los puestos de control que permiten el acceso de una ciudad palestina a otra.
- Monasterio de la Tentación. Monasterio cristiano ortodoxo ubicado en el monte homónimo, a 350 metros de altura, en el lugar donde según la tradición se retiró Jesús durante cuarenta días de ayuno y meditación. Se accede a él a través de un teleférico y tiene unas vistas excelentes de la ciudad de Jericó y el Valle del Jordán.
- Tell as-Sultan. Yacimiento arqueológico a las afueras de Jericó, a menudo se ha aludido a él como "la ciudad más antigua del mundo", dado que hay constancia de que estuvo habitada en el décimo milenio antes de Cristo.
- Palacio de Hisham. Yacimiento arqueológico de un palacio de la dinastía omeya dentro de la categoría de castillos del desierto. Contiene uno de los mosaicos más grandes del mundo, conocido como el mosaico del "árbol de la vida".
- Manantial de Eliseo. Situado dentro del campamento de refugiados de Ein Sultan, es un lugar de cierta importancia para la religión cristiana, en la que los bizantinos construyeron una iglesia en honor al profeta Eliseo.
- Qasr el-Yahud. Ubicación asociada tradicionalmente con el lugar de bautismo de Jesucristo, así como con el lugar por el que los israelitas cruzaron el río Jordán y el punto desde el que el profeta Elías ascendió a los cielos.
- Nabi Musa. Santuario musulmán en honor al profeta Moisés (Nabi Musa), al que solían acudir en peregrinaje colectivo miles de musulmanes hasta su prohibición durante la ocupación jordana de Cisjordania.
- Monasterio de San Jorge de Coziba. Monasterio cristiano ortodoxo enclavado en mitad de un barranco del valle conocido como Wadi Qelt, muy popular entre los senderistas. Paralelo al Wadi Qelt discurre la antigua calzada romana entre Jerusalén y Jericó, que sirve de telón de fondo para la parábola bíblica del buen samaritano.

### Hebrón

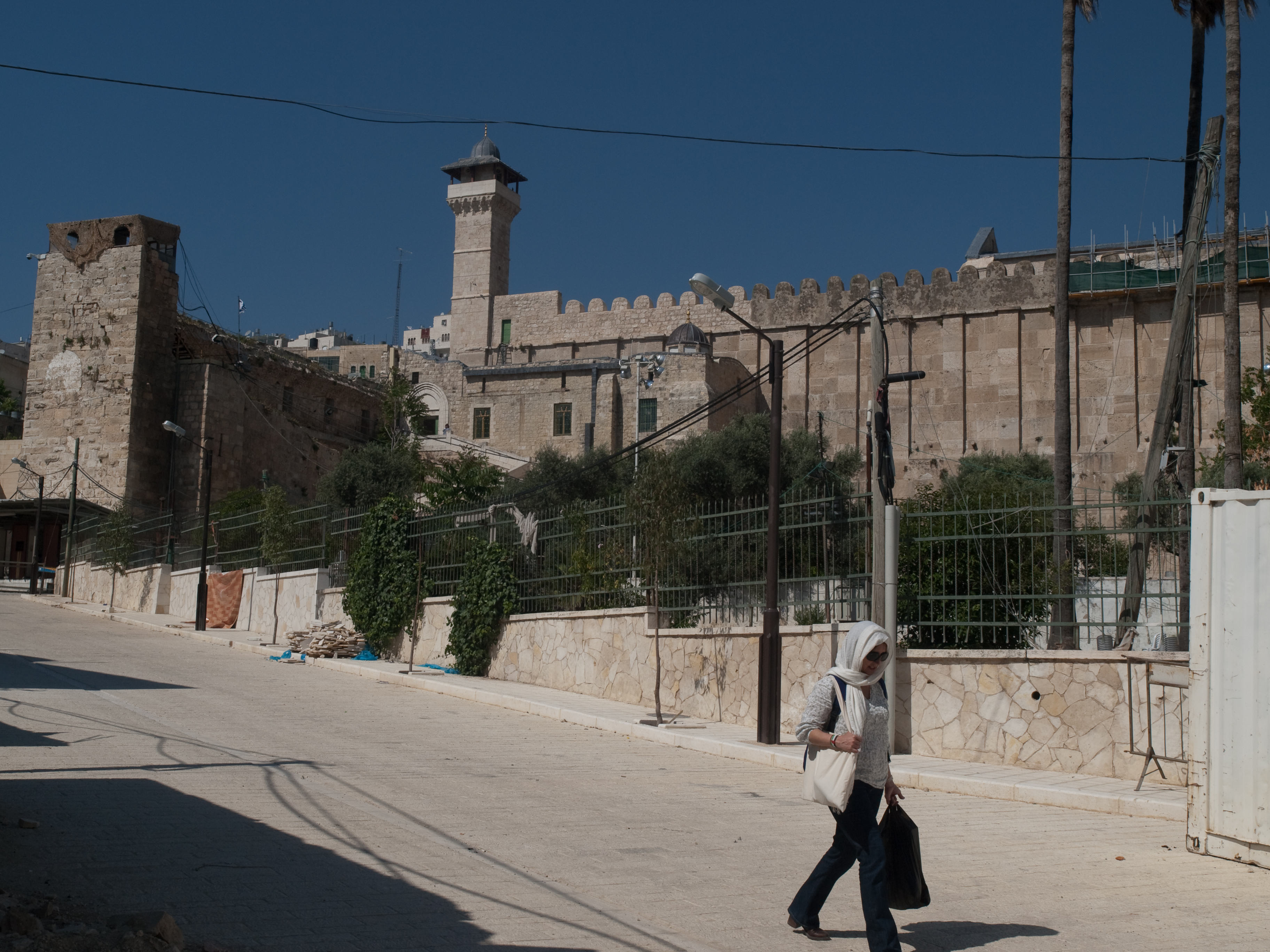
Mezquita de Abraham (Ibrahimi), en Hebrón

- Mezquita de Abraham (Ibrahimi), en HebrónHebrón es la segunda ciudad sagrada del judaísmo tras Jerusalén y cuarta del islam tras La Meca, Medina y Jerusalén. La ciudad de Hebrón data de la Edad del Bronce temprana y en ella vivieron importantes personajes bíblicos como Abraham o David. Es la ciudad más poblada de Cisjordania y la segunda de Palestina, solo por detrás de Gaza. La Ciudad Vieja de Hebrón está considerada Patrimonio de la Humanidad por la Unesco, y además la ciudad cuenta con importantes lugares de interés religioso y turísticoː 
  - Tumba de los Patriarcas. La importante consideración de Hebrón dentro del islam y el judaísmo se debe que es en ella donde los grandes patriarcas (Abraham, Isaac y Jacob) y matriarcas (Sara, Rebeca y Lea) de las religiones abrahámicas están enterrados. Anexa a la Tumba de los Patriarcas se encuentra la Mezquita Ibrahimi, la más importante de la ciudad desde un punto de vista histórico.
  - El roble de Sibta es un antiguo roble que, según la tradición, marca el lugar donde Abraham colocó su tienda. La Iglesia Ortodoxa Rusa es dueña del lugar donde se encuentra, así como del cercano Monasterio del Roble de Abraham y la Sagrada Trinidad, consagrado en 1925.
  - Casco antiguo. El casco antiguo de la ciudad de Hebrón preserva como pocas ciudades en el mundo la arquitectura mameluca que lo caracteriza.

### Nablus
Considerada la capital comercial de Cisjordania, Nablus es una ciudad de origen romano (Neapolis) famosa por su ciudad vieja, sus tiendas de muebles y su industria del jabón.

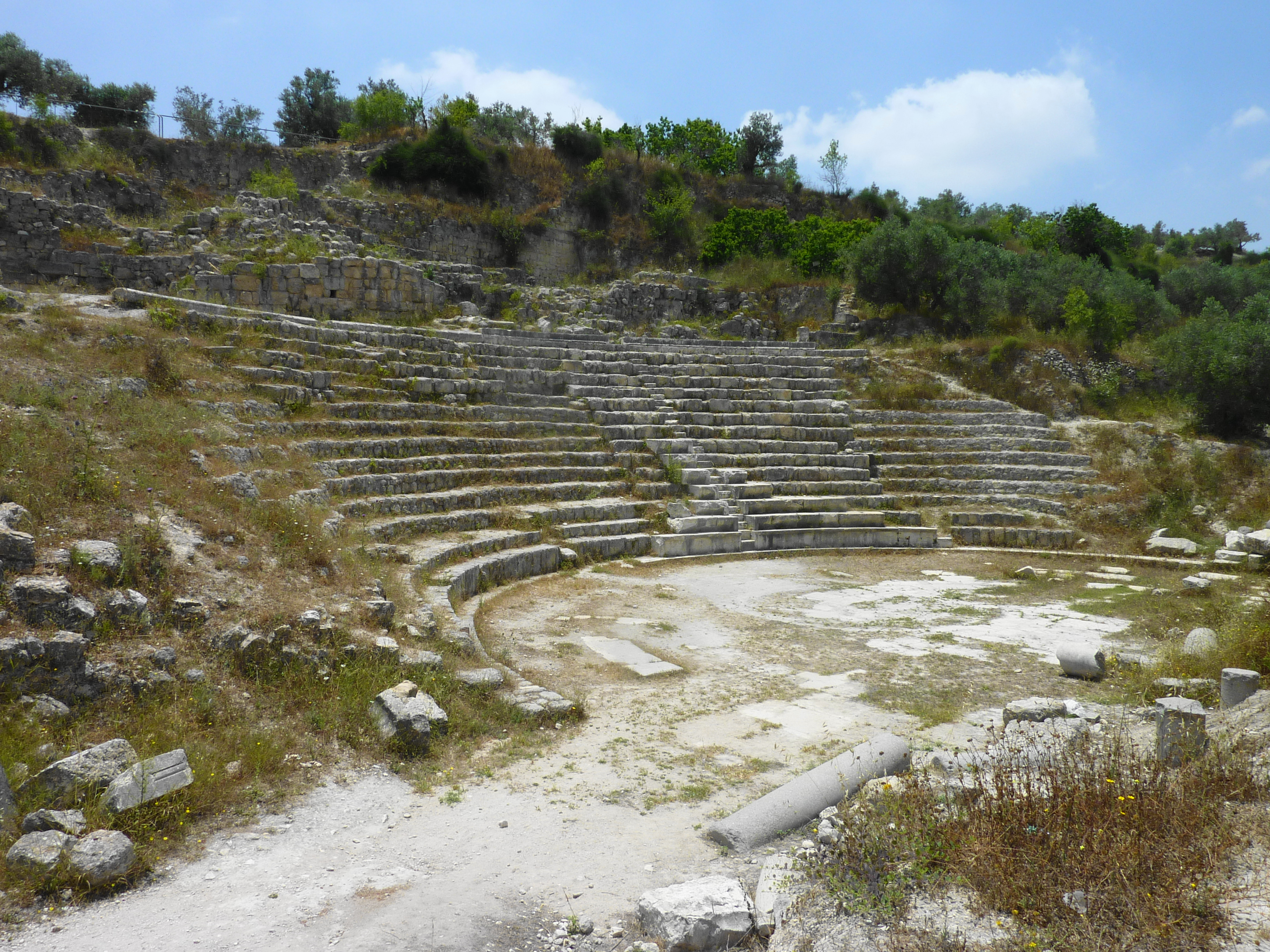
Ruinas de Sebastia, cerca de Nablus

- Tell Balataː yacimiento arqueológico de una ciudad cananea-israelita con unos 5.500 años de antigüedad, fue listado por la UNESCO como parte del Inventario de Patrimonio Cultural y Natural de Potencial Valor Excepcional Universal en Palestina.
- Hamman as-Shifaː baño turco del siglo XVII que sigue en funcionamiento en el centro de Nablus.[44]

- Monte Guerizínː uno de los dos montes que rodea la ciudad, se trata del centro espiritual de la comunidad samaritana (una rama del judaísmo). Unos cientos de samaritanos palestinos viven todavía en su cumbre, en la que hay una roca que los samaritanos identifican con el altar donde Abraham se dispuso a sacrificar a su hijo Isaac. La procesión de los samaritanos por la cumbre del monte Guerizín recibe cada año miles de turistas.
- Sebastia. Importante ciudad del periodo helenístico y romano, del cual preserva su nombre, es una de las más antiguas ciudades continuamente habitadas de Palestina. Actualmente, se pueden visitar importantes ruinas de época romana y bizantina, entre las que destacan sus torres de vigía helenísticas, sus palacios samaritanos y sus iglesias bizantinas.[44]
- La Mezquita de Nabi Yahya se encuentra en la propia Sebastia, y según las tradiciones cristiana y musulmana, en ella se halla la tumba de Juan el Bautista.
- El Pozo de Jacob. Lugar de peregrinaje cristiano ubicado en el lugar donde, según la tradición, tuvo lugar el encuentro entre Jesús y la mujer samaritana. Hoy se encuentra cobijado por una iglesia cristiana ortodoxa.
- Tumba de José. Monumento funerario en el lugar donde se cree que fue enterrado José, padre de Jesucristo.

### Franja de Gaza

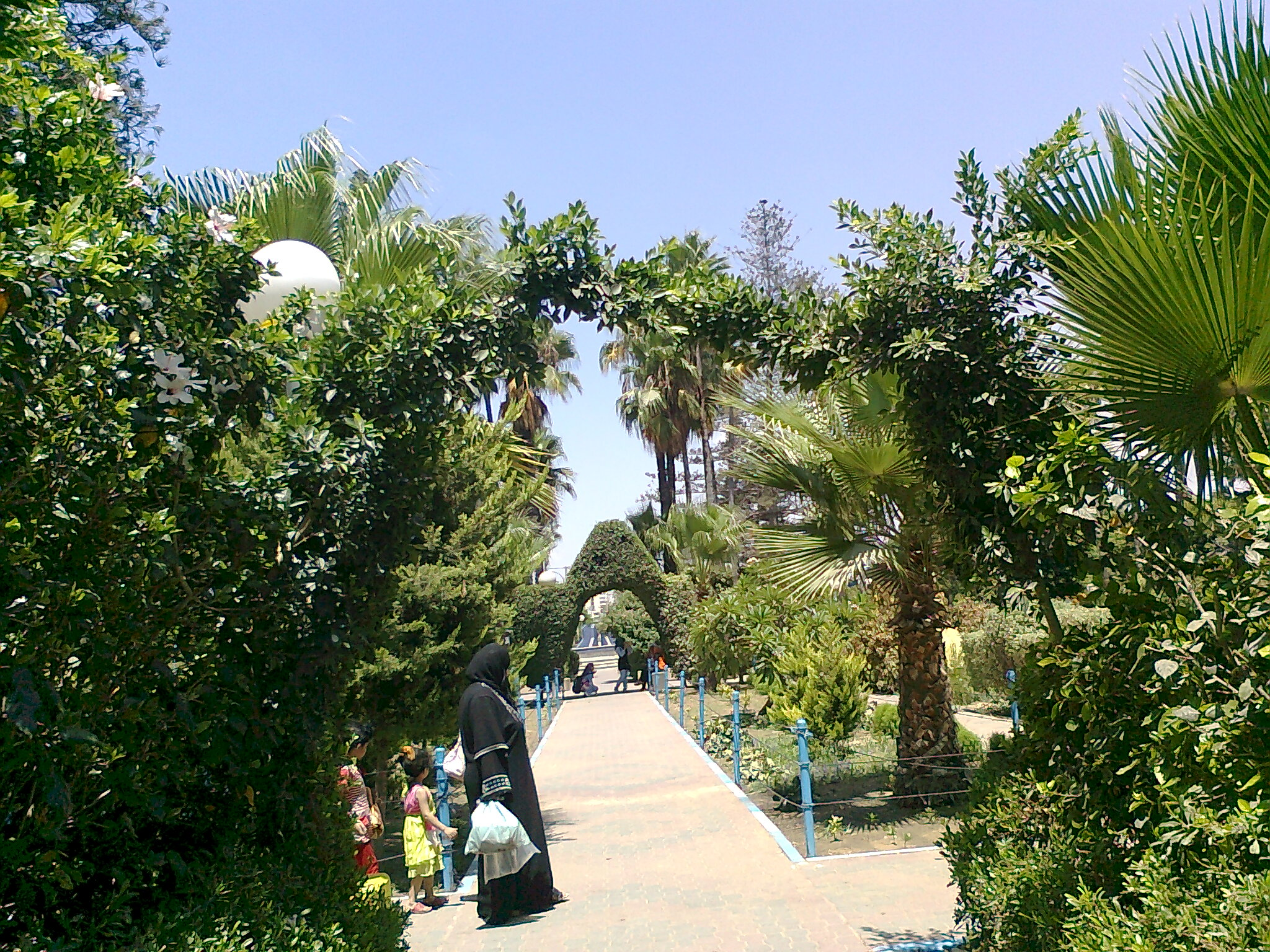
Parque de Gaza, 2012

El clima de la Franja de Gaza (con una temperatura media de 26 °C en agosto) y litoral de 75 kilómetros de playas la hacen ideal como destino turístico para extranjeros, lo cual podría suponer la base de la economía gazatí.

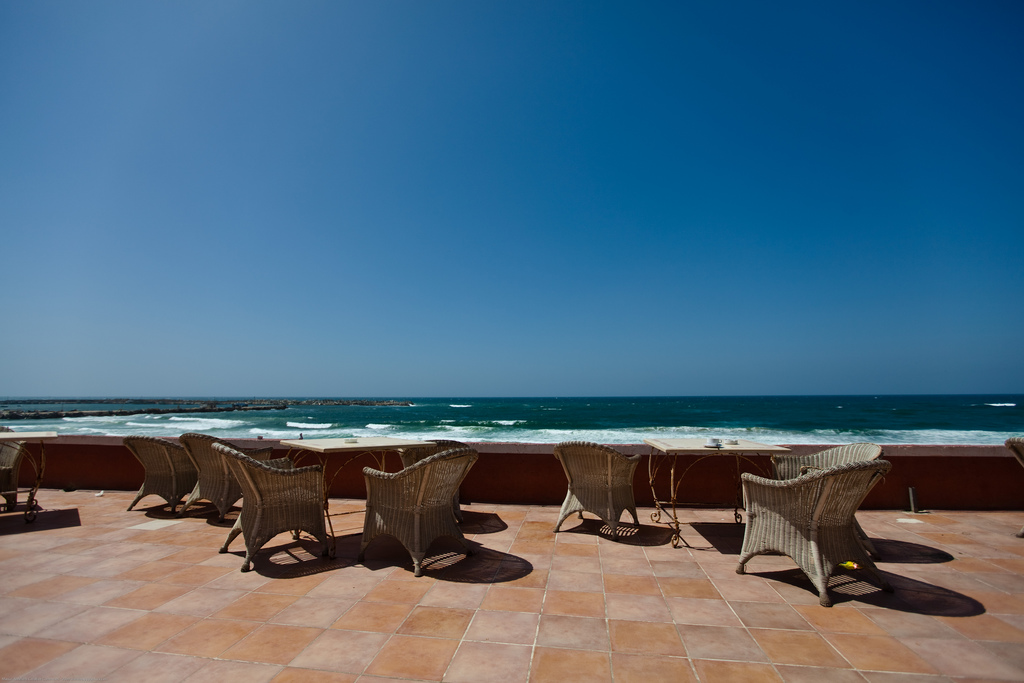
Vistas al mar del Hotel Al Deira en 2009

La situación actual sigue siendo crítica a causa del estricto bloqueo israelí por tierra, mar y aire, así como la incapacidad de los gazatíes de reparar sus instalaciones de tratamiento de agua y alcantarillado. En 2001, la Autoridad Nacional Palestina destacó las playas de Jabaliya-Beit Lahia, Gaza, Nezarim-Wadi Gazi, y Rafah-Jan Yunis por su potencial para el desarrollo de turismo de playa. El fin de la ocupación terrestre de Gaza en agosto de 2005 generó nuevas expectativas de desarrollo en el campo del turismo en Gaza. En 2010, la policía de Hamás impuso reglas de vestimenta y comportamiento en las playas. Una serie de hoteles de alta gama, como el Hotel Al Deira, abrieron en el año 2000, pese a necesitar de objetos como el jabón y el champú que se tenían que traer de contrabando desde Egipto debido al bloqueo israelí. Si bien el número de huéspedes era escaso, algunos periodistas disfrutaron sus visitas
En 2010, Gaza experimentó un breve auge de la construcción en el sector de las instalaciones de ocio y recreativas. Algunos de estos nuevos parques de atracciones y restaurantes son aventuras empresariales de Hamás.  Entre las muchas y recientes instalaciones de ocio en Gaza destacan el Crazy Water Park, el Al-Bustan resort (Gaza), y el pueblo turístico Bisan City. Entre los muchos restaurantes nuevos se encuentran el Club Roots , el Club Ecuestre Faisal y el nuevo restaurante del Museo de arqueología de Gaza.  El complejo de lujo Blue Beach abrió en 2015.
En 2014, un informe de UNRWA, la agencia de Naciones Unidas para los refugiados palestinos, ofrece una valoración detallada de la situación en la Franja de Gaza: "El estrechamiento del bloqueo, impuesto tras la toma de control de Hamás en Gaza en junio de 2007, ha diezmado tanto las vidas como los modos de vida de los residentes, lo que tiene como resultado el empobrecimiento e involución de una sociedad altamente preparada y bien educada. A pesar de los ajustes realizados sobre el bloqueo por el gobierno de Israel en junio de 2010, las restricciones a las importaciones y exportaciones siguen dificultando de manera crítica la recuperación y reconstrucción de la región."

### Ramala

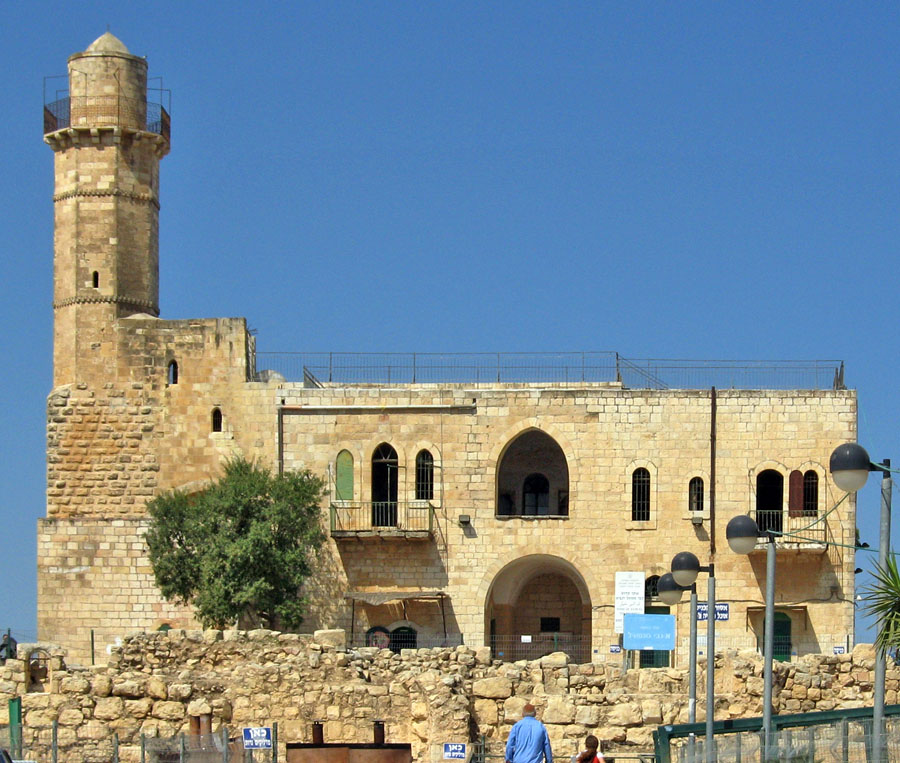
Nabi Samwil, tumba del profeta Samuel en las cercanías de Ramala

Ramala es la capital administrativa y cultural de Cisjordania, conocida por su atmósfera relajada en el plano religioso y por las cafeterías que abundan a lo largo de sus principales calles. Hay gran cantidad de teatros y museos y el ambiente cultural es el más dinámico de toda Palestina.
- Muqataaː sede provisional de la Autoridad Nacional Palestina, alberga como el Mausoleo de Yasir Arafat hasta que sus restos sean enterrados, según su voluntad, en la ciudad de Jerusalén.
- At-Tiraː restos de una torre construida por los cruzados francos, que hicieron de Ramala un punto fuerte de su sistema defensivo.[58]
- Taybehː pequeño pueblo a unos 12 kilómetros de Ramala, su fábrica de cerveza exporta a países tan variados como Japón, España o Israel. Desde 2005 se celebra en Taybeh la Oktoberfest, que reúne a unos 16.000 visitantes al año. Aparte de su cerveza, Taybeh también tiene restos de iglesias bizantinas y de un castillo cruzado.
- Beitinː ciudad identificada con la antigua Beth El, su yacimiento arqueológico muestra los restos de diversas civilizaciones que habitaron a la ciudad a lo largo de los siglos.[58]
- Tumba de Samuelː lugar donde la tradición judía e islámica establece la tumba del profeta Samuel, actualmente marcado por la presencia de una mezquita del siglo XVIII con una antigua sinagoga en una cámara subterránea.[58]

### Otros lugares de interés
- Yenínː Ciudad con 4.000 años de historia al norte de Cisjordania.
- Zoológico de Kalkiliaː único zoológico en funcionamiento en Palestina, contiene 170 animales, un museo de historia natural, un parque infantil y un restaurante temático.

## Senderismo
En 2012, un diplomático holandés publicó un libro de 25 rutas de senderismo en Cisjordania. Un grupo de senderistas fundado por dicho diplomático enumeró con posterioridad más de 200 rutas y organizó paseos casi todos los fines de semana. Según el diario británico The Guardian, el número de operadores de rutas de senderismo o ciclismo está creciendo en Palestina y facilita el acceso a su riqueza cultural y culinaria.